# Hitoshi Sasaki
Hitoshi Sasaki (佐々木 等 Sasaki Hitoshi?), född 1891, död 23 juli 1982, var en japansk fotbollsspelare och tränare.
Hitoshi Sasaki var tränare för det japanska landslaget 1921.